# Maximilian Joseph von Lamotte

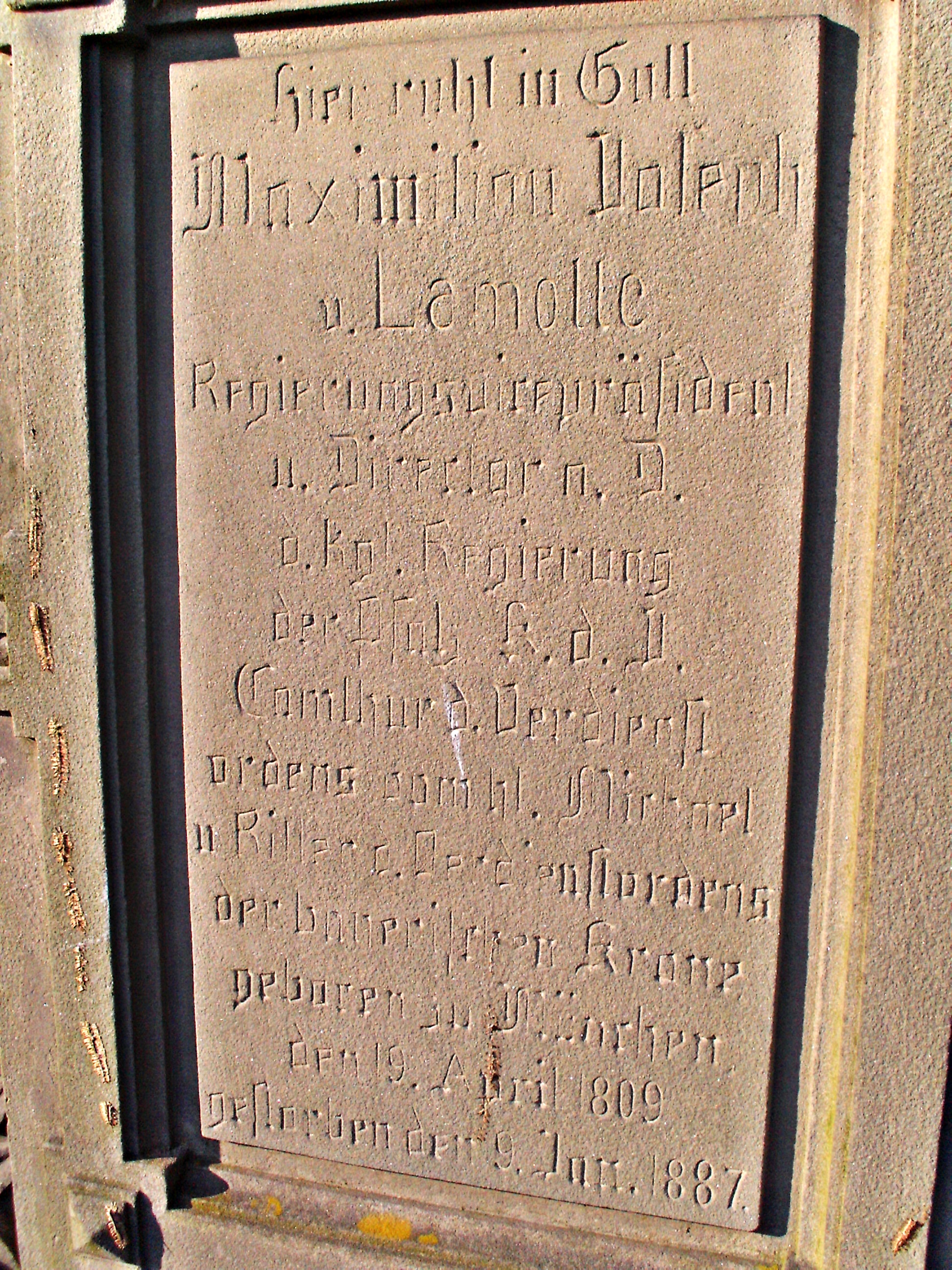
Grabinschrift, Friedhof Speyer

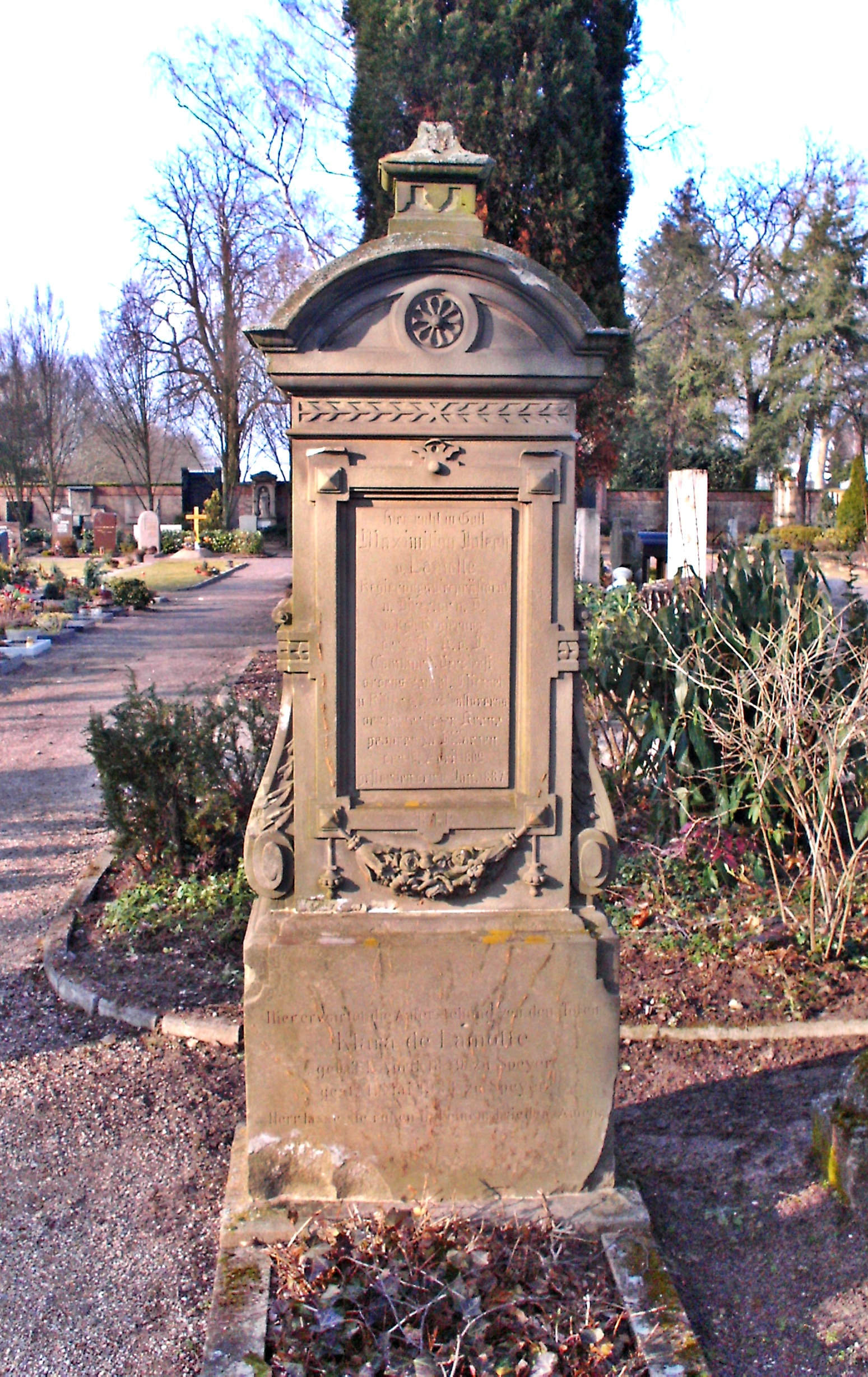
Grab auf dem neuen Friedhof Speyer

Maximilian Joseph von Lamotte, auch de Lamotte und de la Motte (* 19. April 1809 in München; † 9. Januar 1887 in Speyer) war ein hoher bayerischer Verwaltungsbeamter, Vize-Regierungspräsident der Rheinpfalz und erster Direktor der Pfälzischen Ludwigsbahn.

## Leben und Wirken
Er wurde als Sohn des bayerischen Hofjuweliers Peter Lukas de Lamotte und dessen Frau Anna Maria, geb. de Quaglio, geboren; König Maximilian I. Joseph von Bayern war sein Taufpate. Die väterliche Familie stammte ursprünglich aus der Normandie und schrieb sich früher de la Motte.
Maximilian Joseph von Lamotte trat in den bayerischen Verwaltungsdienst ein. Zunächst bei der Regierung von Oberbayern angestellt, wurde er 1836 Akzessist und gleich darauf Regierungssekretär bei der Regierung des Rheinkreises in Speyer, ab 1837 Aktuar im Landkommissariat Bergzabern. Von 1840 bis 1845 amtierte Maximilian Joseph von Lamotte als Landkommissär von Kaiserslautern. Hier erwarb er sich den Namen eines Organisators des Straßenbaues und der Verkehrsinfrastruktur, weshalb man ihn 1844 auch zum ersten Direktor der Pfälzischen Ludwigsbahn-Gesellschaft ernannte, welches Amt er bis 1849 innehatte. Die Bauverwaltung der Ludwigs-Bahn, mit ca. 14.000 Arbeitskräften, lag in seinen Händen. 1848 wechselte Lamotte als Landkommissar nach Germersheim, am 27. August 1850 ernannte ihn König Maximilian II. zum Regierungsrat bei der Regierung der Rheinpfalz in Speyer, weswegen seine Zeit im Landkommissariat Germersheim zum 31. August endete. 1867 avancierte er in Speyer zum Direktor der Kammer des Innern. Von 1853 bis 1867 berief ihn die Bayerische Regierung als Mitglied in den Verwaltungsrat der Pfälzischen Eisenbahnen. Zuletzt wirkte Maximilian Joseph von Lamotte als Vize-Regierungspräsident der bayerischen Rheinpfalz, er war somit deren zweithöchster Verwaltungsbeamter. Als solcher trat er 1881 in den Ruhestand. 1853 hatte er eine vielbeachtete Denkschrift über den aufstrebenden Wirtschaftsstandort Ludwigshafen am Rhein verfasst, die noch heute für die Stadthistorie von Bedeutung ist.
Als 1853, bei der Errichtung des neuen Westwerkes des Speyerer Domes, dort erstmals ein Dombauverein gegründet wurde, wählte man Maximilian Joseph von Lamotte zum 1. Vorsitzenden. Dieser Dombauverein war der Vorläufer des heutigen, 1995 wiedergegründeten Vereins. Bei der Übernahme des Vorsitzes schrieb König Ludwig I. am 16. Dezember 1853, in einem Brief, u. a. die sehr persönlichen Worte:

„Es ist schön, daß Sie - ein Lamotte - an der Spitze dieses Vereines sich befinden, dessen Großvater ein treuer Diener des meinen war. Noch steht der alte Lamotte vor mir, wie am Ende des vorigen Jahrhunderts ich ihn sah.“

Laut Grabinschrift war Maximilian Joseph von Lamotte Komtur des Verdienstordens vom Heiligen Michael und Ritter des Verdienstordens der Bayerischen Krone.
Im September 1840 hatte der Verwaltungsbeamte Sibylla Michell, Tochter des höchsten pfälzischen Steuerinspektors Philipp Joseph Michell, geheiratet. Nach ihrem Tod im Jahr 1854 ehelichte er 1855 deren Schwester Therese, welche jedoch bereits 1860 starb, wonach er Witwer blieb. Lamotte und seine Familie waren dezidiert katholisch, die Kinder wurden teilweise von Speyerer Ordensschwestern erzogen. Aus der zweiten Ehe entstammte ein Sohn, aus der ersten hingegen sieben Kinder, wovon die ledige Tochter Clara Anna Maria von Lamotte (1849–1938), den Vater im Alter pflegte. Sie war in der katholischen Frauenseelsorge sehr engagiert, gründete das Speyerer Marienheim zur hauswirtschaftlichen Ausbildung von Mädchen und war Inhaberin des päpstlichen Ehrenzeichens Pro Ecclesia et Pontifice.
Maximilian Joseph von Lamotte wurde auf dem (neuen) Friedhof Speyer beigesetzt, das Grab ist noch vorhanden. Auf dem Sockel ist auch die Tochter Clara vermerkt.